# Wiener Staatsoper
La Wiener Staatsoper o Opera di Stato di Vienna è il più celebre teatro di Vienna. Inaugurato nel 1869 come Wiener Hofoper cioè Opera di Corte (quindi "erede" del teatro di Corte della Hofburg la cui attività è certa dal 1636 con la prima di un'opera di Claudio Monteverdi), è anche uno degli edifici principali della città, detto Erstes Haus am Ring (La prima casa sulla Ringstraße). Il nuovo sito del teatro fu scelto nel 1861 dall'Imperatore Francesco Giuseppe d'Austria che pagò i costi della costruzione. 
Nel 1920 con la caduta della Monarchia asburgica e la nascita della Prima repubblica austriaca assunse l'attuale denominazione.
Tra i membri della sua orchestra vengono scelti gli elementi per i Wiener Philharmoniker.

## Storia

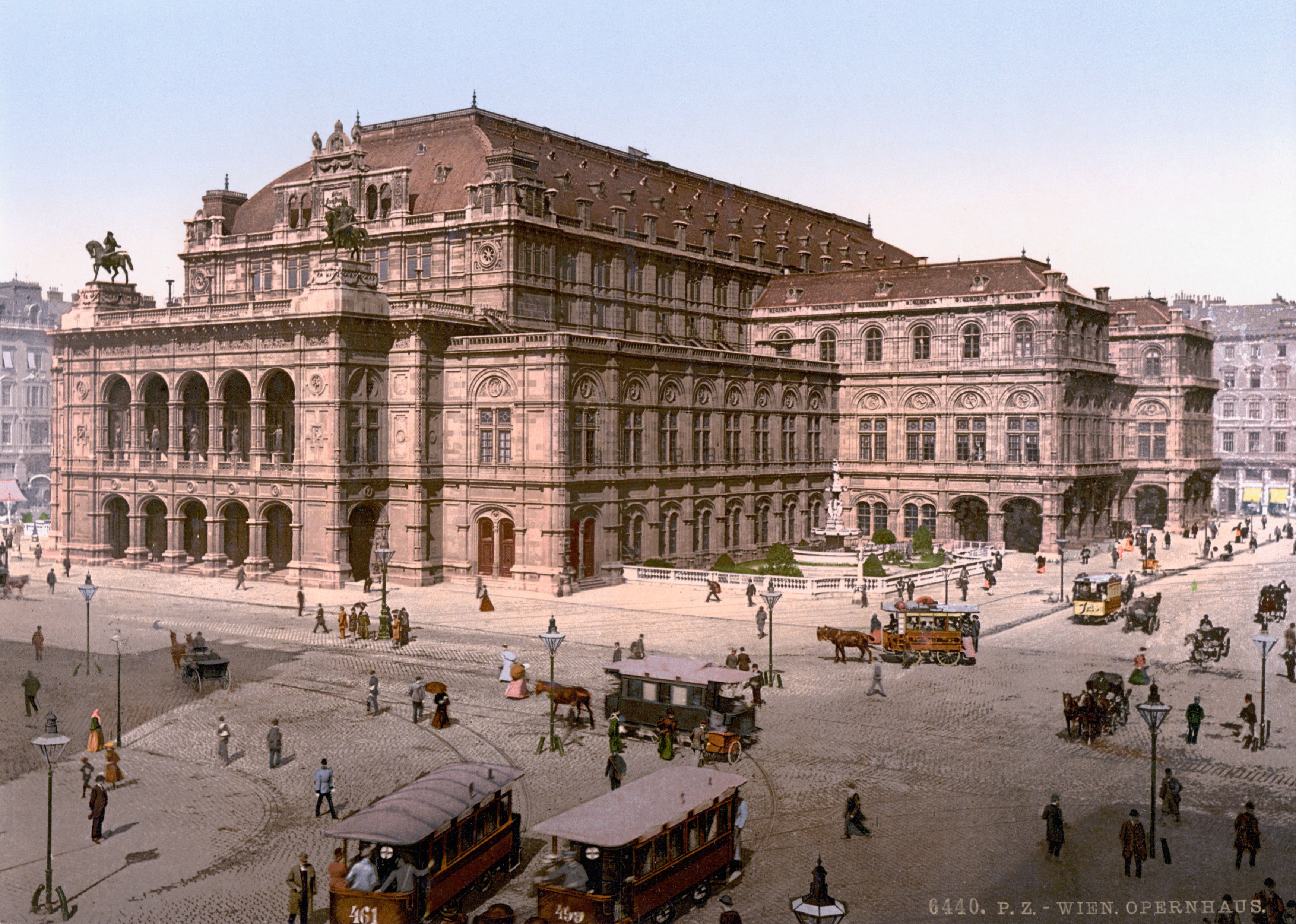
Veduta intorno al 1900,

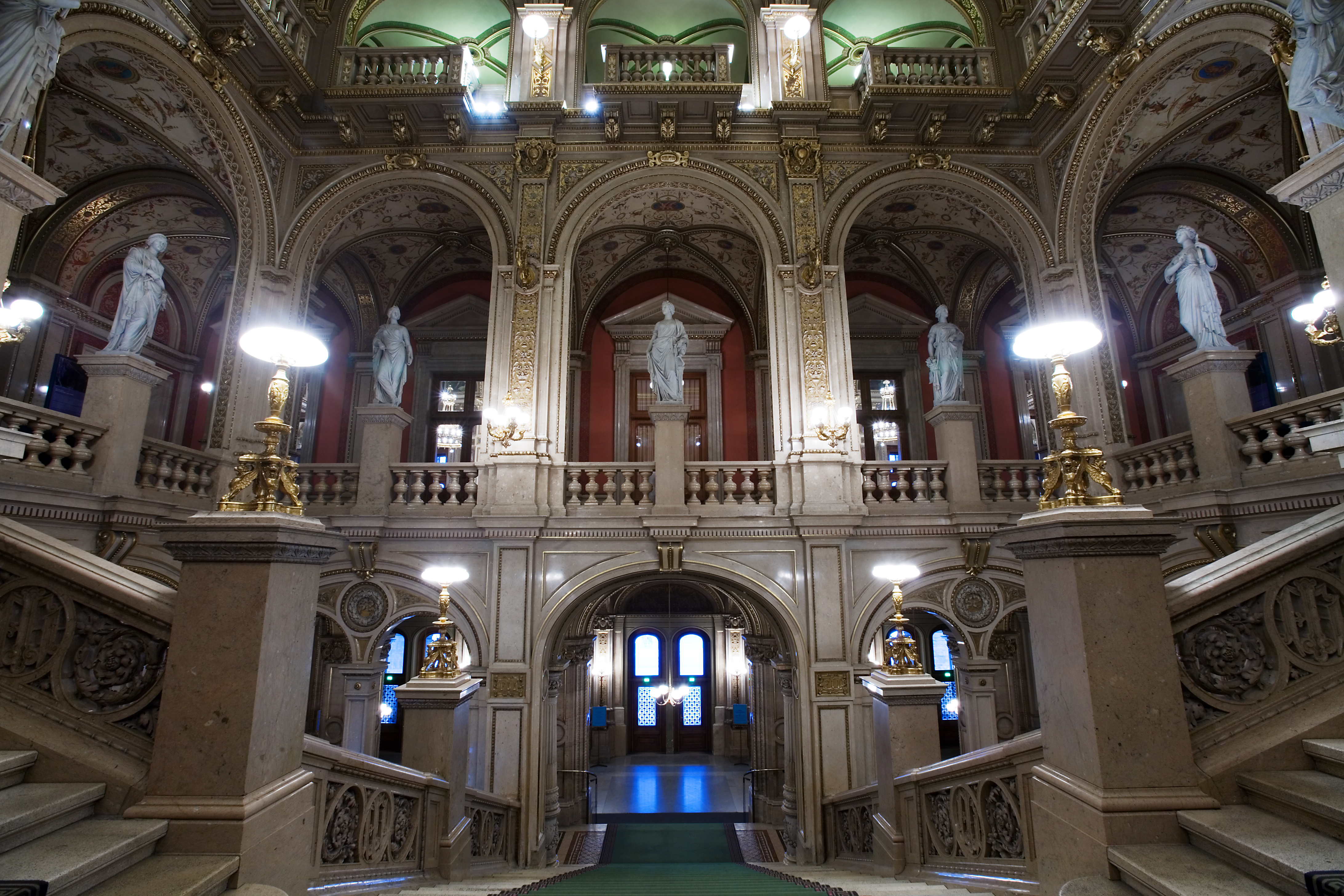
Lo scalone monumentale.

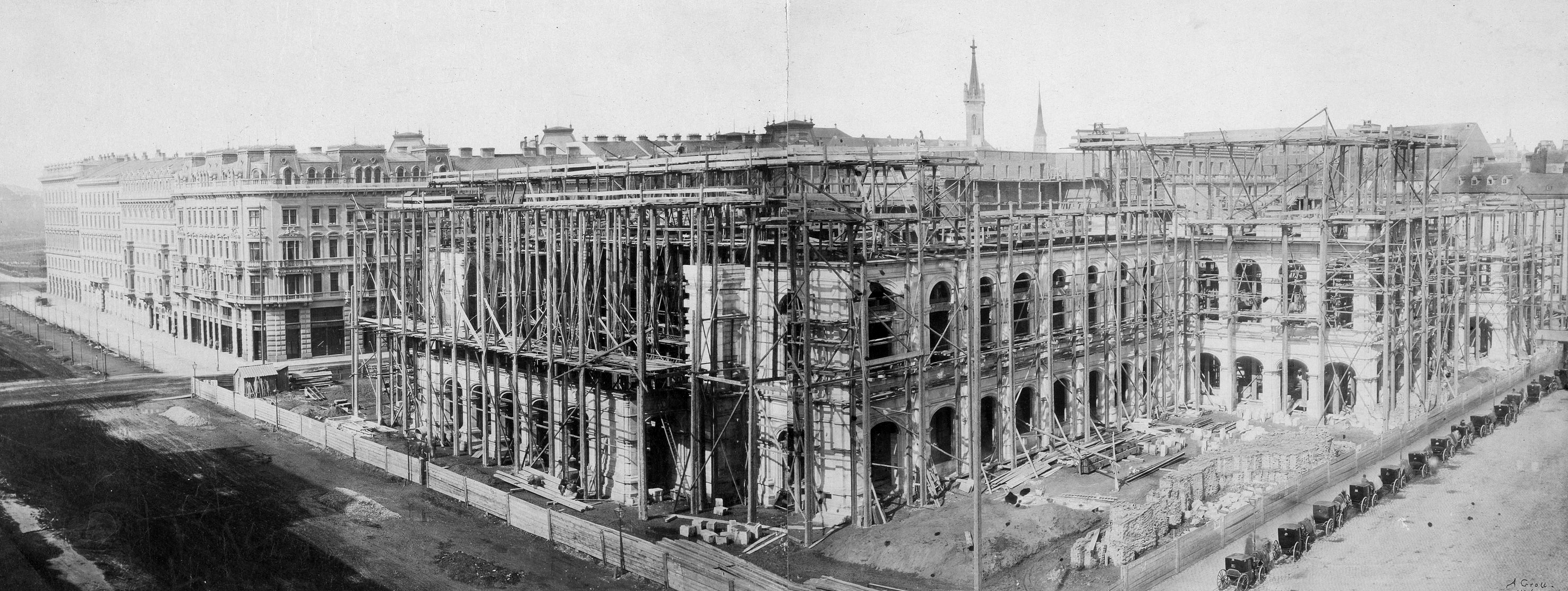
L'opera di stato in costruzione nel 1865.

L'edificio venne annunciato nel 1860 come il primo di una serie di edifici monumentali della Ringstrasse, grazie ad un controverso "fondo di espansione urbana" viennese.

Al concorso per la progettazione parteciparono numerosi nomi di spicco dell'architettura dell'epoca, ma alla fine del 1861 vennero accolti i piani di costruzione, in stile neorinascimentale, degli architetti August Sicard von Sicardsburg e Eduard van der Nüll, residenti in loco nel 6º Distretto (Bezirk).
 
Il Wiener Hofoper da 2.260 posti venne inaugurato il 25 maggio 1869 con il Don Juan di Mozart, in tedesco, alla presenza di Francesco Giuseppe I d'Austria ed Elisabetta di Baviera.

Il successivo 30 maggio nel Hofoperntheater va in scena Romeo e Giulietta, il 3 giugno La muette de Portici, il 10 giugno Fidelio, il 17 giugno Guglielmo Tell, il 10 luglio Les Huguenots, il 21 settembre Il trovatore, il 27 ottobre Fra Diavolo in tedesco, il 20 novembre Armida, il 12 dicembre Le prophète ed il 30 dicembre Martha.
Nel 1870 avviene la prima assoluta di Judith di Franz Doppler e nel 1875 di Die Königin von Saba di Karl Goldmark dirette da Johann von Herbeck, nel 1877 di Der Landfriede di Ignaz Brüll, nel 1880 di Der Ritterschlag di Hermann Riedel, nel 1881 di Der Rattenfänger von Hameln di Joseph Hellmesberger, nel 1886 di Morgana di Hellmesberger jr ed il successo di Merlin di Goldmark con Hans Richter, nel 1888 di Die Puppenfee di Joseph Bayer, nel 1889 di Il vassallo di Szigeth di Smareglia, nel 1892 di Ritter Pásmán di Strauss jr, del successo di Werther di Massenet e di Signor Formica di Eduard Schütt, nel 1894 di Mirjam oder Das Maifest di Richard Heuberger e di Dea di Pollione Ronzi e nel 1896 del successo di Das Heimchen am Herd di Goldmark.
Dal 1897 al 1907 il teatro ebbe il suo primo periodo di splendore con Gustav Mahler, il quale fece anche cambiare le scenografie in stile Art Nouveau.
Nel 1900 avviene la prima assoluta di Es war einmal... di Alexander von Zemlinsky e nel 1901 di Das klagende Lied di Mahler.

Nel 1902 ha luogo il grande successo della prima di Feuersnot di Richard Strauss.

Nel 1903 avviene la prima assoluta di Das gläserne Herz di Zemlinsky diretta da Ferdinand Löwe, nel 1906 di Lob des hohen Verstandes di Mahler e nel 1907 di Fernando di Franz Schubert.

Nel 1908 avviene la prima assoluta di Ein Wintermärchen di Goldmark e di Die Bürgschaft di Schubert e nel 1910 di Der Musikant di Julius Bittner dirette da Felix Weingartner.

Nel 1911 avviene la prima assoluta di Der Bergsee di Bittner, nel 1912 di Aphrodite di Max von Oberleithner con Maria Jeritza, di Des Teufels Grossmutter di Oskar Nedbal e di Die Prinzessin von Tragant di Oscar Straus, nel 1913 di Das Spielwerk und die Prinzessin di Franz Schreker e nel 1914 Notre Dame di Franz Schmidt.
Nel 1916 avviene il successo della prima di Ariadne auf Naxos diretta da Franz Schalk con la Jeritza e Lotte Lehmann e nel 1918 di Jenůfa di Leoš Janáček diretta da Schalk con la Jeritza e la Lehmann.
Gli anni dal 1938 al 1945 furono un capitolo oscuro della storia del teatro. Sotto i nazisti, molte persone furono cacciate, perseguitate ed uccise e molte opere non potevano essere eseguite.
Verso la fine della seconda guerra mondiale, il 12 marzo 1945, il teatro venne quasi completamente distrutto da un bombardamento americano. La sezione frontale, che era stata murata per precauzione, rimase intatta, così come il foyer, con gli affreschi di Moritz von Schwind, lo scalone principale, il vestibolo e la sala da tè. Sala e palcoscenico furono però distrutti dalle fiamme insieme a quasi tutto l'arredamento e oggetti di scena per più di 120 opere con circa 150.000 costumi. La Staatsoper venne temporaneamente ospitata presso la Volksoper dal 1º maggio 1945 con Le nozze di Figaro diretta da Josef Krips con Sena Jurinac ed al Theater an der Wien dal 6 ottobre 1945 con Fidelio diretto da Krips con Anton Dermota.
Il Segretario di Stato per i Lavori Pubblici Julius Raab il 24 maggio 1945 ha annunciato che la ricostruzione del Teatro dell'Opera di Stato di Vienna sarebbe dovuta iniziare immediatamente.

Nel 1946 il Cancelliere dell'Austria Leopold Figl decise la ricostruzione del teatro da 2.260 posti.

La sua riapertura, il 5 novembre 1955 (dopo il Trattato di Stato austriaco), dieci anni dopo l'attacco aereo, fu celebrata col Fidelio di Beethoven diretto da Karl Böhm con Martha Mödl, Paul Schöffler e Dermota, trasmessa nella prima diretta della televisione austriaca ORF, fu sentita dai viennesi come atto simbolico per celebrare l'indipendenza del loro paese alla presenza del Segretario di Stato statunitense John Foster Dulles.

Adesso la Haus am Ring simboleggia soprattutto la fama di Vienna come metropoli della musica: l'elenco dei suoi direttori passati comprende nomi illustri tra cui Gustav Mahler, Richard Strauss, Karl Böhm e Herbert von Karajan. Vi si tiene anche il Wiener Jazzfest dove si esibiscono star della scena jazzistica internazionale.
Tra i titoli maggiormente rappresentati Le nozze di Figaro ha avuto 1167 recite (dal 1870 al 2016), Carmen (opera) 1030 recite (dal 1875 al 2016), Tosca (opera) 1024 recite (dal 1910 al 2016), Aida 1011 recite (dal 1874 al 2016), Der Rosenkavalier 991 recite (dal 1911 al 2016), Fidelio 931 recite (dal 1869 al 2016), Die Zauberflöte 917 recite (dal 1941 al 2016) e Der fliegende Holländer 833 recite (dal 1871 al 2015).

## Direttori
- Franz von Dingelstedt (1º luglio 1867 – 19 dicembre 1870)
- Johann von Herbeck (20 dicembre 1870 – 30 aprile 1875)
- Franz von Jauner (1º maggio 1875 – 19 giugno 1880)
- Karl Mayerhofer, Gustav Walter e Emil Scaria come Regiekollegium (20 giugno 1880 – 31 dicembre 1880)
- Wilhelm Jahn (1º gennaio 1881 – 14 ottobre 1897)
- Gustav Mahler (15 ottobre 1897 – 31 dicembre 1907)
- Felix von Weingartner (I incarico, 1º gennaio 1908 – 28 febbraio 1911)
- Hans Gregor (1º marzo 1911 – 14 novembre 1918)
- Franz Schalk (15 novembre 1918 – 31 ottobre 1924; dal 16 agosto 1919 insieme a Richard Strauss)
- Richard Strauss insieme a Franz Schalk (16 agosto 1919 – 31 ottobre 1924)
- Franz Schalk (1º novembre 1924 – 31 agosto 1929)
- Clemens Krauss (1º settembre 1929 – 10 dicembre 1934)
- Felix von Weingartner (II incarico, 1º gennaio 1935 – 1º settembre 1936)
- Erwin Kerber (1º settembre 1936 – 31 agosto 1940)
- Heinrich Karl Strohm (1º settembre 1940 – 31 gennaio 1941)
- Walter Thomas (1º febbraio 1941 – 31 marzo 1941)
- Ernst August Schneider (1º aprile 1941 – 31 agosto 1941)
- Lothar Müthel (1º settembre 1941 – 31 dicembre 1942)
- Karl Böhm (I incarico, 1º gennaio 1943 – 30 giugno 1945)
- Franz Salmhofer (1º luglio 1945 – 31 agosto 1954)
- Karl Böhm (II incarico, 1º settembre 1954 – 31 agosto 1956)
- Herbert von Karajan (1º settembre 1956 – 31 agosto 1964)
- Egon Hilbert (1º settembre 1964 – 8 gennaio 1968)
- Heinrich Reif-Gintl (19 gennaio 1968 – 31 agosto 1972)
- Rudolf Gamsjäger (1º settembre 1972 – 31 agosto 1976)
- Egon Seefehlner (I incarico, 1º settembre 1976 – 31 agosto 1982)
- Lorin Maazel (1º settembre 1982 – 30 giugno 1984)
- Egon Seefehlner (II incarico, 1º settembre 1984 – 31 agosto 1986)
- Claus Helmut Drese (1º settembre 1986 – 30 giugno 1991; Direttore musicale: Claudio Abbado)
- Eberhard Waechter (1º settembre 1991 – 29 marzo 1992)
- Ioan Holender (30 marzo 1992 – 31 agosto 2010); Direttore musicale: Seiji Ozawa (dal 2002 al 2010)
- Dominique Meyer (1º settembre 2010 – 30 giugno 2020); Direttore musicale: Franz Welser-Möst (1º settembre 2010 - 5 settembre 2014)
- Bogdan Roščić (dal 1º luglio 2020); Direttore musicale: Philippe Jordan (dal 1º settembre 2020)

## Discografia parziale
- Bach: Mass in B Minor - Vienna State Opera Orchestra/Hermann Scherchen, 1960 Deutsche Grammophon
- Beethoven: Piano Concerto No. 3; Choral Fantasy - Daniel Barenboim/Laszlo Somogyi/Orchester der Wiener Staatsoper, 1964 Deutsche Grammophon
- Beethoven: Fidelio - Gundula Janowitz/Christa Ludwig/Jon Vickers/Walter Berry/Eberhard Wächter/Orchester der Wiener Staatsoper/Herbert von Karajan, 2008 Deutsche Grammophon
- Beethoven: Symphonies Nos. 3 & 6 - Hermann Scherchen/Vienna State Opera Orchestra, 2001 Deutsche Grammophon
- Cherubini: Medea - Horst Stein/Lucia Popp/Leonie Rysanek/Orchester der Wiener Staatsoper, 2000 RCA/BMG
- Donizetti: Don Pasquale - Fernando Corena/Graziella Sciutti/István Kertész/Juan Oncina/Orchester der Wiener Staatsoper/Tom Krause, 1991 Decca
- Dvorák: Piano Concerto - Laszlo Somogyi/Orchester der Wiener Staatsoper/Rudolf Firkusny, 2002 Deutsche Grammophon
- Halévy: La Juive - Simone Young/Neil Shicoff/Orchester der Wiener Staatsoper & Staatsopernchor, 2002 RCA/BMG
- Handel: Messiah - Pierrette Alarie/Orchester der Wiener Staatsoper/Hermann Scherchen, 2001 Deutsche Grammophon
- Handel: Water Music - Torelli & Vivaldi: Trumpet Concertos - Roger Delmotte/Arthur Haneuse/Orchester der Wiener Staatsoper/Hermann Scherchen, 1961 Deutsche Grammophon
- Haydn: Symphonies Nos. 5-7 - Max Goberman/Vienna State Opera Orchestra, 2015 Sony
- Haydn: Symphonies Nos. 37, 40 & 41 - Max Goberman/Vienna State Opera Orchestra, 2015 Sony
- Holst: The Planets - Vaughan Williams: Greensleves & Tallis Fantasia - Vienna Academy Chamber Choir/Orchester der Wiener Staatsoper/Sir Adrian Boult, 2001 Deutsche Grammophon
- Janácek: Jenufa - Elisabeth Söderström/Eva Randová/Orchester der Wiener Staatsoper/Peter Dvorsky/Wieslaw Ochman, 1983 Decca
- Liszt: Hungarian Rhapsodies, Mazeppa & Les Préludes - Orchester der Wiener Staatsoper/Hermann Scherchen, 2001 Deutsche Grammophon
- Mahler: Symphony No. 2 "Resurrection" - Mimi Coertse/Lucretia West/Orchester der Wiener Staatsoper & Staatsopernchor/Hermann Scherchen, 2010 Deutsche Grammophon
- Mahler: Symphony No. 5 - Hermann Scherchen/Orchester der Wiener Staatsoper, 1952 Deutsche Grammophon
- Mahler: Symphony No. 7 in E Minor, "Song of the Night" - Hermann Scherchen/Orchester der Wiener Staatsoper, 1954 Deutsche Grammophon
- Mozart: La Clemenza di Tito - István Kertész/Teresa Berganza/Lucia Popp/Maria Casula/Orchester der Wiener Staatsoper, 1967 Decca
- Mozart: Requiem - Vienna State Opera Orchestra/Hermann Scherchen/Sena Jurinac, 1959 Deutsche Grammophon
- Mussorgsky, Kovanchina - Abbado/Haugland/Atlantov, 1989 Deutsche Grammophon
- Strauss, R.: Donna senz'ombra - Böhm/Rysanek/Berry/King/Hesse, 1977 Deutsche Grammophon
- R. Strauss: Daphne - Karl Böhm/Orchester der Wiener Staatsoper, 1994 Deutsche Grammophon
- R. Strauss: Salome - Karl Böhm/Leonie Rysanek/Eberhard Wächter/Orchester der Wiener Staatsoper, 1999 RCA/BMG
- J. Strauss: Die Fledermaus - Herbert von Karajan/Gustav Pick/Giuseppe Di Stefano/Eberhard Wachter/Hilde Güden/Rita Streich/Wiener Staatsopernchor/Walter Berry/Orchester der Wiener Staatsoper, 1999 RCA/BMG
- Tchaikovsky: "1812" Overture - Rimsky-Korsakov: Sheherazade - Orchester der Wiener Staatsoper/Hermann Scherchen, 1958 Deutsche Grammophon
- Verdi, Nabucco - Gardelli/Gobbi/Suliotis/Cava, 1965 Decca
- Wagner, Parsifal (Vienna, 2005) - Thielemann/Domingo/Meier, 2006 Deutsche Grammophon
- Wagner: Tristan und Isolde - Christian Thielemann/Deborah Voigt/Orchester der Wiener Staatsoper/Peter Weber/Petra Lang/Thomas Moser, 2004 Deutsche Grammophon
- Wagner: Götterdämmerung (Live At Staatsoper, Vienna/2011) - Christian Thielemann/Eric Halfvarson/Wiener Staatsoper, 2013 Deutsche Grammophon
- Hilde Gueden Sings Operetta Evergreens - Hilde Gueden/Orchester der Wiener Staatsoper/Robert Stolz, 1961 Decca

## DVD & BLU-RAY parziale
- Berg: Wozzeck (Vienna State Opera, 1987) - Hildegard Behrens/Claudio Abbado, Arthaus Musik/Naxos
- Bizet: Carmen (Vienna State Opera, 1978) - Elena Obraztsova/Plácido Domingo/Carlos Kleiber, regia Franco Zeffirelli, Arthaus Musik/Naxos
- Donizetti, Anna Bolena - Pidò/Netrebko/Garanca, 2011 Deutsche Grammophon
- Giordano, Andrea Chénier - Santi/Domingo/Benacková, 1981 Deutsche Grammophon
- Gounod, Faust (regia di Ken Russell) - Binder, 1985 Deutsche Grammophon
- Halevy, Juive - Sutej/Shicoff/Stoyanova/Ivan, 2003 Deutsche Grammophon
- Massenet, Manon - Fischer/Gruberova/Araiza/Thau, regia Jean-Pierre Ponnelle, 1983 Deutsche Grammophon
- Massenet: Werther (Vienna State Opera, 2005) - Marcelo Álvarez/Elīna Garanča, Arthaus Musik/Naxos
- Mozart: Don Giovanni (Vienna State Opera, 1999) - Anna Caterina Antonacci/Ildebrando D'Arcangelo/Angelika Kirchschlager/Lorenzo Regazzo/Riccardo Muti, regia Roberto De Simone, Arthaus Musik/Naxos
- Mussorgsky: Khovanshchina (Vienna State Opera, 1989) - Nicolai Ghiaurov/Paata Burchuladze/Claudio Abbado, Arthaus Musik/Naxos
- Ponchielli: La Gioconda (Vienna State Opera, 1986) - Éva Marton/Plácido Domingo/Matteo Manuguerra, Arthaus Musik/Naxos
- Puccini: Turandot (Vienna State Opera, 1983) - Eva Marton/José Carreras/Katia Ricciarelli/Lorin Maazel, Arthaus Musik/Naxos
- Reimann: Medea (Vienna State Opera, 2010), Arthaus Musik/Naxos
- Schoenberg: Moses und Aron (Vienna State Opera, 2006) - Daniele Gatti, Arthaus Musik/Naxos
- Smetana, Sposa venduta - Fischer/Popp/Jerusalem/Zednik, 1981 Deutsche Grammophon
- Strauss, R.: Cavaliere della rosa - Kleiber/Lott/Otter/Moll, 1994 Deutsche Grammophon
- Strauss, R.: Arabella (Vienna State Opera, 2012) - Franz Welser-Möst, EPC Distribution/Naxos
- Strauss, R.: Capriccio (Vienna State Opera, 2013) - Renée Fleming/Bo Skovhus/Angelika Kirchschlager/Christoph Eschenbach, C Major/Naxos
- Strauss, R.: Elektra (Vienna State Opera, 1989) - Eva Marton/Cheryl Studer/James King (tenore)/Claudio Abbado, Arthaus Musik/Naxos
- Strauss II, J.: Die Fledermaus (Vienna State Opera, 1980) - Bernd Weikl/Lucia Popp/Erich Kunz/Walter Berry/Edita Gruberová, Arthaus Musik/Naxos
- Tchaikovsky: The Nutcracker (Vienna State Opera, 2012), C Major/Naxos
- Tchaikovsky: Swan Lake (Vienna State Opera, 2014), C Major/Naxos
- Verdi: Nabucco (Vienna State Opera, 2001) - Leo Nucci/Marija Hulehina/Giacomo Prestia/Fabio Luisi, Arthaus Musik/Naxos
- Verdi: Simon Boccanegra (Vienna State Opera, 2002) - Thomas Hampson (cantante)/Ferruccio Furlanetto/Daniele Gatti, Arthaus Musik/Naxos
- Verdi: Don Carlos (Vienna State Opera, 2004) - Ramón Vargas/Bo Skovhus, Arthaus Musik/Naxos
- Verdi: Il Trovatore (Vienna State Opera, 1978) - Piero Cappuccilli/Raina Kabaivanska/Fiorenza Cossotto/Plácido Domingo/José van Dam/Herbert von Karajan, Arthaus Musik/Naxos
- Wagner, Anello del Nibelungo + 2 DVD The World of the Ring (Live, Vienna, 2011) - Thielemann/Wiener Staatsoper, 2011 Deutsche Grammophon
- Wagner: Lohengrin (Vienna State Opera, 1990) - Plácido Domingo/Robert Lloyd/Cheryl Studer/Claudio Abbado, Arthaus Musik/Naxos
- Gala all'Opera di Vienna, Ioan Holender Farewell Concert (26.06.2010) - Benefit gala with world stars - 2010 Deutsche Grammophon